# Richard Crompton
Richard Crompton (* 1973) ist ein britischer Schriftsteller, Journalist und Produzent.

## Leben
Richard Crompton lebt und arbeitet seit 2005 in Ostafrika. Er war als Produzent und Journalist für die BBC und andere internationale Sender tätig. 2013 veröffentlichte er den ersten seiner Kriminalromane, in denen der Massai Polizist Mollel ermittelt.
Crompton lebt mit seiner Frau und Familie in Nairobi.

## Werke
- Wenn der Mond stirbt (The honey guide), dt. von Claudia Feldmann, dtv, München 2014, ISBN 978-3-423-26015-2
- Hell’s Gate (Hell’s Gate), dt. von Christine Blum. dtv, München 2015, ISBN 978-3-423-26062-6
- Night Runners, 2017